# سیستم رمزنگاری
برای سیستم رمزنگاری دو تلقی متفاوت وجود دارد. تلقی اول یک مفهوم کلی از سیستم رمزنگاری است که بین عموم مردم مطرح است و تلقی دیگر توسط جامعهٔ رمزنگاری استفاده می‌شود.

## مفهوم کلی
یک سیستم رمزنگاری، هر نوع سیستم رایانه‌ای است که عملیات رمزنگاری را پیاده می‌کند. از این قبیل سیستم ها می‌توان به عنوان مثال به سیستم پست الکترونیکی امن، که در آن از روش‌هایی مثل امضای دیجیتال، تابع درهم‌سازی و تکنیک‌های مدیریت کلید استفاده می‌شود، اشاره کرد. سیستم‌های رمزنگاری از عناصر پایهٔ رمزنگاری تشکیل شده‌اند که معمولاً از آن‌ها پیچیده‌تر هستند. به همین دلیل شکستن سیستم‌های رمز محدود به شکستن الگوریتم‌های زیربنایی نیست بلکه با روش‌های بسیار ساده‌تر می‌توان با در نظرگرفتن کل سیستم، آن را شکست. هر سیستم رمزی که قواعد رمزنگاری را به درستی اجرا کند می‌تواند امنیت داشته باشد.

## سیستم رمز از نگاه رمزنگاری
در این تعریف، سیستم رمز، مجموعه‌ای از الگوریتم‌ها است که برای رمزنگاری و رمزگشایی استفاده می‌شوند.
به‌طور معمول در یک سیستم رمز از سه نوع الگوریتم استفاده می‌شود: 1- الگوریتم تولید کلید 2- الگوریتم رمزنگاری 3- الگوریتم رمزگشایی

## الگوریتم تولید کلید
الگوریتم تولید کلید، تمام مراحلی است که طی می‌شود تا کلید برای عملیات رمزنگاری و رمزگشایی تولید شود. در سیستم‌های رمزنگاری کلید متقارن ، الگوریتم تولید کلید تنها یک کلید تولید می‌کند که این کلید بین هر دو طرف به اشتراک گذاشته می‌شود و در عملیات رمزنگاری و رمزگشایی استفاده می‌شود.

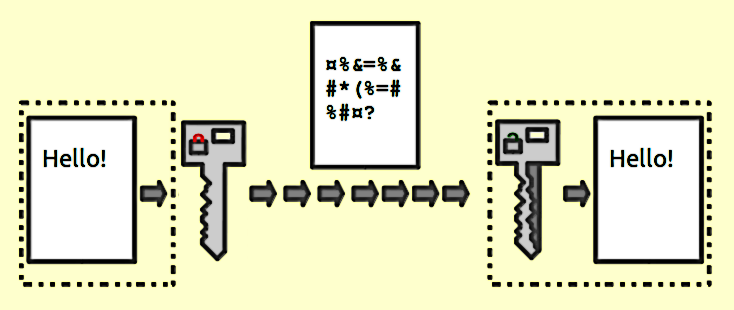
نحوه کارکرد رمزنگاری کلید عمومی.

اما در سیستم‌های رمزنگاری کلید عمومی ، الگوریتم تولید کلید، دو کلید که کلید عمومی و کلید خصوصی نامیده می‌شوند تولید می‌کند. در این نوع سیستم فرستنده پیام خود را با کلید عمومی گیرنده رمز می‌کند و گیرنده آن‌را با کلید خصوصی خود رمزگشایی می‌کند.

## الگوریتم رمزنگاری
الگوریتم رمزنگاری با دریافت کلید و متن اصلی، متن رمز شده را در خروجی می‌دهد. الگوریتم رمزنگاری صرفاً محرمانگی پیام را تضمین می‌کند اما همچنان برای داشتن امنیت بالاتر نیاز به الگوریتم‌های دیگری مثل تصدیق (authentication) داریم.

## الگوریتم رمزگشایی
الگوریتم رمزگشایی با دریافت کلید و متن رمزشده، متن اصلی را در خروجی می‌دهد.